# 韦芬斯莱本
韦芬斯莱本是德国萨克森-安哈尔特州的一个市镇。总面积12.63平方公里，总人口1849人，其中男性954人，女性895人（2011年12月31日），人口密度146人/平方公里。